# Microregiunea Sarkad
Microregiunea Sarkad (în maghiară Sarkadi kistérség) a fost o microregiune statistică (kistérség) din județul Békés, Ungaria.
Cu o populație de 22.363 locuitori și o suprafață de 570,97 km2, aceasta a existat până în 2014, când în Ungaria, microregiunile ”kistérségek” au fost înlocuite de districte (járások).